# Blazing Angels: Squadrons of WWII
Blazing Angels: Squadrons of WWII är en amerikansk flygsimulator från 2006. Spelet släpptes till konsolerna Playstation 3, Xbox 360 samt Wii.
Man spelar som medlem i den amerikanska skvadronen Angels of Dunkirk under andra världskriget tillsammans med kamraterna Tom, Joe och Frank. I spelets början får man lära sig flygkontrollerna, take-off, landa och skjuta ner flygplan.
De olika banorna i Blazing Angels (nummer ett av spelet) är olika stridsperioder som var i det andra världskriget, som till exempel den stora attacken av tyskarna i London 1940, i Paris, i Berlin och ca. 10 banor till. Det som är bra med spelet är också att banorna ligger i tidsordning. När en ny bana startas är det en liten film och en röst som läser upp ur spelfiguren Jacksons dagbok.